# Tilly Verhoef
Tilly Verhoef-Jacobs (19 juni 1956) is een Nederlandse voormalige atlete, die gespecialiseerd was in de sprint. Ze werd viermaal Nederlands kampioene op de 400 m en was in de jaren tachtig gedurende een zestal jaren houdster van het Nederlandse record op deze afstand.
In haar actieve tijd was Verhoef aangesloten bij AV Parthenon en AV Sparta.

## Nederlandse kampioenschappen
Outdoor
| Onderdeel | Jaar             |
| --------- | ---------------- |
| 400 m     | 1979, 1980, 1981 |

Indoor
| Onderdeel | Jaar |
| --------- | ---- |
| 400 m     | 1980 |

## Persoonlijke records
| Onderdeel | Prestatie       | Datum           | Plaats     |
| --------- | --------------- | --------------- | ---------- |
| 100 m     | 11,49 s         | 19 mei 1979     | Innsbruck  |
| 200 m     | 23,61 s         | 9 augustus 1980 | Sittard    |
| 400 m     | 52,38 s (ex-NR) | 14 juni 1980    | Winterthur |

## Palmares

### 60 m
- 1978:  NK indoor te Zwolle - 7,6 s

### 100 m
- 1978:  NK - 12,20 s

### 200 m
- 1979:  NK - 23,88 s
- 1980:  NK - 23,61 s
- 1981:  NK - 23,92 s

### 400 m
- 1979:  NK - 53,27 s
- 1980:  NK indoor - 54,95 s
- 1980:  NK - 53,10 s
- 1981:  NK - 52,82 s
- 1983: 4e NK indoor te Zuidlaren - 58,30 s
- 1983:  NK - 54,82 s
- 1984:  NK - 54,42 s